# Perizoma promiscuaria
Perizoma promiscuaria là một loài bướm đêm trong họ Geometridae.